# Церква Пресвятої Трійці (Долинівка)
Церква Пресвятої Трійці в с. Долинівка — греко-католицька церква в селі Долинівка Сколівського району Львівської області України. Стара будівля церкви була зведена у 1860 році як німецька кірха, мала статус пам'ятки архітектури місцевого значення (охоронний № 2375-М) і згоріла восени 2006 року.

## Історія
Село Долинівка виникло у 1830-х роках як поселення німецьких колоністів-католиків Феліцієнталь. У 1860 (за іншими даними — у 1857) році тут збудували дерев'яну римо-католицьку кірху, присвячену святому Яну Непомуцькому, будівничий — майстер Йоганн Ланг із богемського села Гоштка (Hošťka). Церква стала парафіяльною для всіх німців з Феліцієнталя та навколишніх сіл, вона підпорядковувалася Львівській дієцезії. Взимку 1938/1939 років у церкві сталася пожежа, причиною якої стала свічка, залишена запаленою після меси. Мешканець села, єврей Єгев Епштейн, який жив поруч, помітив вогонь і підняв тривогу; церкву вдалося врятувати.
У 1939—1940 роках із початком Другої світової війни та приходом на Сколівщину радянської влади німці залишили село, яке заселили українці та поляки. За радянської влади стару німецьку кірху перетворили на склад.
Наприкінці 1980-х — на початку 1990-х років церква знову почала діяти, але перейшла до греко-католицької громади, яка відремонтувала церковну будівлю і переосвятила її на честь Пресвятої Трійці.
У неділю 22 жовтня 2006 року церква в Долинівці згоріла вщент. Ймовірною причиною пожежі стало коротке замикання. На місці згорілої церкви почали будувати новий, також дерев'яний храм. 7 червня 2009 року владика Ярослав (Приріз) освятив новозбудовану церкву Пресвятої Трійці в Долинівці. Частина пожертв на відбудову храму надійшла від громадян Німеччини, чиї предки походили з Феліцієнталя.